# Каменчо Георгов
Каменчо Георгов (на македонска литературна норма: Каменчо Ѓоргов) е политик от Социалистическа република Македония.

## Биография
Роден е в Берово на 9 септември 1940 г. Учи във Велес, а след това завършва Юридическия факултет на Скопския университет. През 1965 става председател на ЦК на Социалистическата младеж на Македония. Членува в ЦК на МКП. От 1974 става секретар на Председателството на СРМ. През 1982 става член на Изпълнителния съвет на СРМ и като такъв министър за здравеопазване и социална политика в шестнадесетото правителство на СРМ. Умира на 19 юни 2005 година.